# East Cape

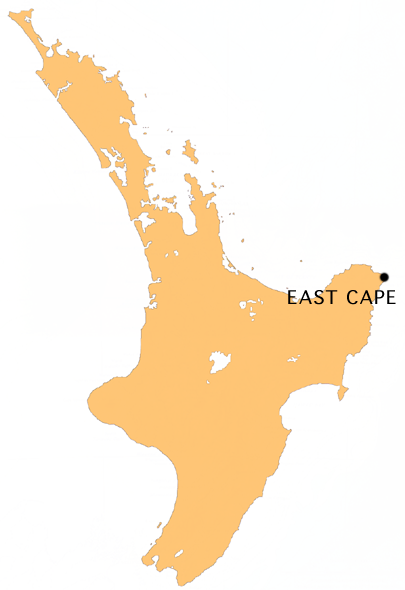
Ubicación de East Cape.

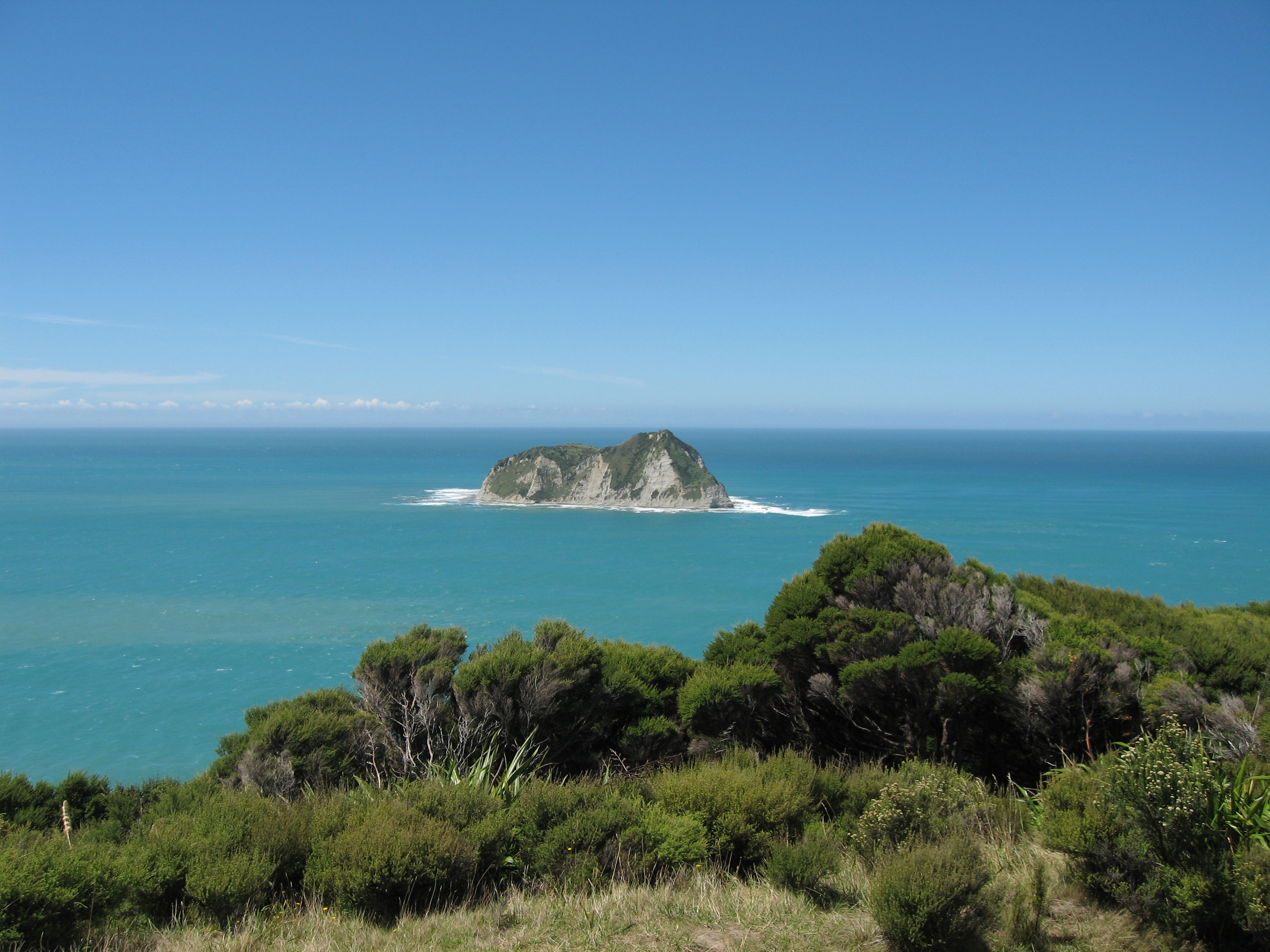
Vista de East Cape.

East Cape (37°41′34″S 178°32′59″E / -37.6927, 178.5497) es el punto más oriental de Nueva Zelanda. Está localizada en Gisborne y se sitúa al norte de la capital de dicha región en el nordeste de la isla Norte.
El nombre East Cape (Cabo Este) también se usa para referirse a la región de Gisborne alrededor del cabo que se extiende justo al norte de la península Mahia hacia el norte, y hacia el interior al Te Urewera National Park. Esta región fue el sitio de muchos de los mayores conflictos en las Guerras maoríes en los años 1860.